# Đại học Ludwig Maximilian München

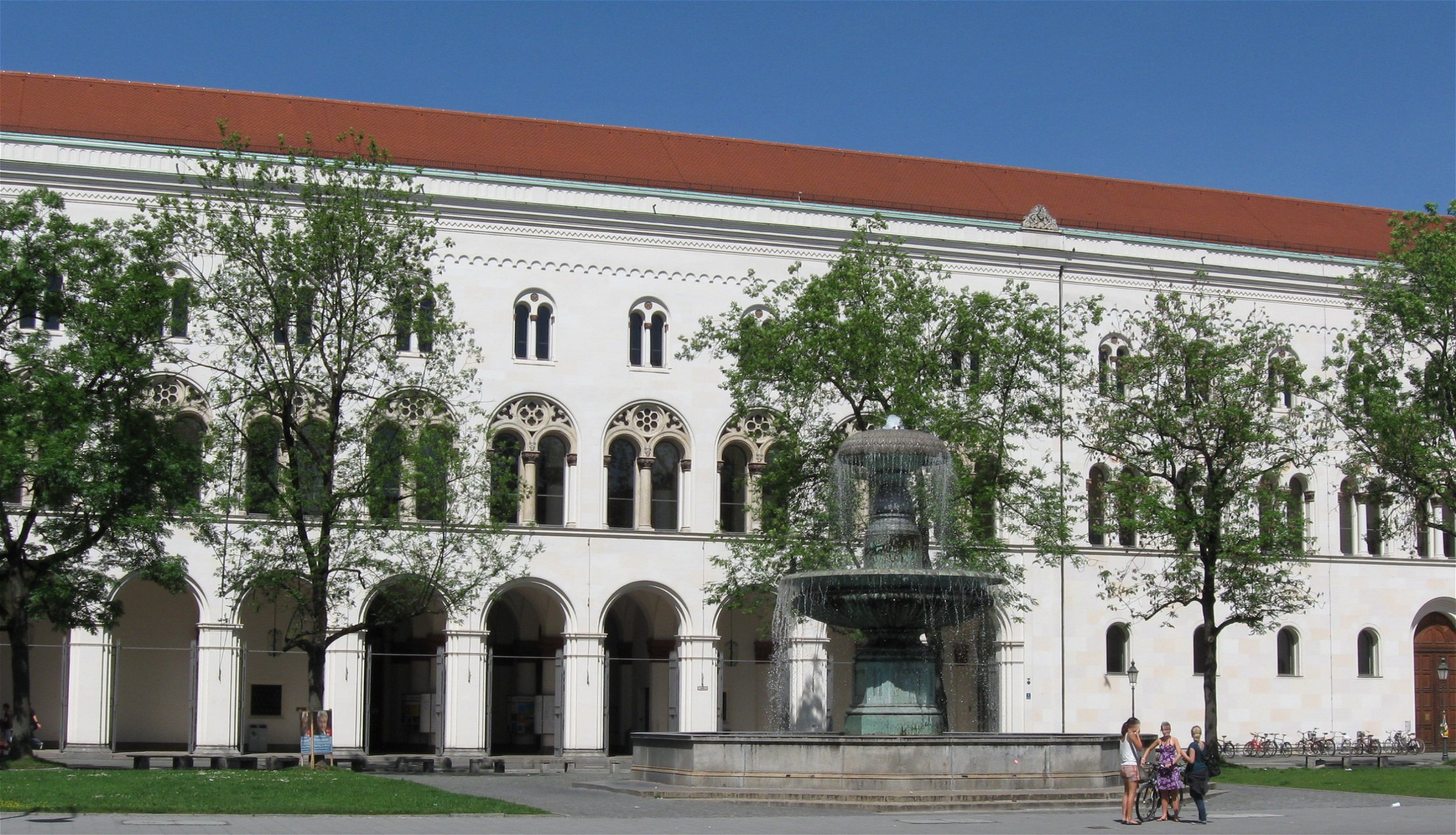
Tòa nhà chính của Đại học Ludwig Maximilian München

Đại học Ludwig Maximilian München (tiếng Đức: Ludwig-Maximilians-Universität München), thường được gọi là Đại học München hoặc LMU, là một trường đại học ở München, Đức. Đây là một trong những trường đại học công lập lâu đời nhất của Đức.
Được thành lập tại Ingolstadt năm 1472 bởi Công tước Ludwig IX của Bayern-Landshut, trường đại học đã được chuyển đến Landshut vào năm 1800 theo lệnh của Vua Maximilian I của Bayern khi Ingolstadt bị đe dọa bởi người Pháp. Trước khi được chuyển tới vị trí ngày nay của nó tại München vào năm 1826 theo lệnh vua Ludwig I của Bayern, năm 1802, trường đại học được chính thức đặt tên Ludwig-Maximilians-Universität theo tên vua Maximilian I của Bayern và Ludwig IX người sáng lập ban đầu của trường.
Đại học München, đặc biệt là từ thế kỷ 19, được coi là một các trường đại học uy tín ở Đức cũng như các trường đại học uy tín nhất của châu Âu, với 34 người đoạt giải Nobel có mối liên hệ với trường này, trường xếp thứ 13 thế giới về số người đoạt giải Nobel. Trong số đó là Wilhelm Röntgen, Max Planck, Werner Heisenberg, Otto Hahn và Thomas Mann. Giáo hoàng Biển Đức XVI cũng là một sinh viên và giáo sư tại trường đại học. LMU gần đây đã được phong tặng danh hiệu "trường đại học ưu tú" theo Sáng kiến xuất sắc Các trường Đại học Đức.
LMU hiện là trường đại học lớn thứ hai ở Đức về số sinh viên, trong học kỳ mùa đông 2009/2010, các trường đại học đã có một tổng số 45.539 sinh viên. Trong số này, 7.801 tân sinh viên trong khi học sinh quốc tế đạt 6.743 hoặc gần 15% số sinh viên. Nguồn tài chính trong năm 2008 tổng cộng 458,8 triệu Euro tài trợ mà không tính cả bệnh viện trường đại học; với bệnh viện trường đại học, trường đại học có tổng kinh phí lên tới khoảng 1 tỷ Euro.

## Các khoa
Đại học Ludwig Maximilian München được chia thành 18 khoa. Các số chính thức của các khoa và thiếu các số 06 và 14 là kết quả của củng cố và sáp nhập các khoa trong quá khứ. Năm 1999, khoa 06 Lâm nghiệp được nhập vào Học viện Kỹ thuật München và khoa 14 được sáp nhập với khoa 13.
- Khoa 01 Thần học Công giáo Rôma
- Khoa 02 Thần học Tin Lành
- Khoa 03 Luật
- Khoa 04 Quản trị kinh doanh
- Khoa 05 Kinh tế
- Khoa 07 Y khoa
- Khoa 08 Thú y
- Khoa 09 Lịch sử và Khoa học nghệ thuật
- Khoa 10 Triết học, Lý thuyết khoa học và Tôn giáo học
- Khoa 11 Tâm lý học và Sư Phạm
- Khoa 12 Nghiên cứu Văn hoá
- Khoa 13 Ngôn ngữ và Văn chương
- Khoa 15 Khoa học Xã hội
- Khoa 16 Toán học, Khoa học máy tính và Số liệu thống kê
- Khoa 17 Vật lý
- Khoa 18 Hóa học và Dược học
- Khoa 19 Sinh học
- Khoa 20 Khoa học địa chất